# Anzeiger Konolfingen
Der Anzeiger Konolfingen ist ein amtliches Publikationsorgan im Kanton Bern, das die Region Konolfingen abdeckt. Die Zeitung erscheint wöchentlich donnerstags und wird kostenlos in allen Haushalten der 24 angeschlossenen Gemeinden verteilt.

## Geschichte und Herausgeber
Der Anzeiger Konolfingen wurde 1924 von den Gebrüdern Aeschbacher gegründet und ist seitdem in Familienbesitz. Im Jahr 2024 feierte die Aeschbacher AG, die das Unternehmen führt, ihr 100-jähriges Bestehen als Herausgeberin des Anzeigers Konolfingen. Die erste Ausgabe des Amtsanzeigers Konolfingen erschien am 5. Januar 1924 aus dem Hause der Gebrüder Aeschbacher in Worb.
Der Anzeiger Konolfingen ist Mitglied in der WEMF.

## Inhalt und Funktion
Als amtliches Publikationsorgan enthält der Anzeiger Konolfingen vor allem amtliche Mitteilungen der Gemeinden, wie beispielsweise Einladungen zu Gemeindeversammlungen, Budgetbeschlüsse oder öffentliche Ausschreibungen. Neben diesen offiziellen Bekanntmachungen bietet die Zeitung auch redaktionelle Beiträge zu lokalen Ereignissen, kulturellen Veranstaltungen, Vereinsaktivitäten und anderen Themen von regionalem Interesse.

## Erscheinungshäufigkeit und Verbreitung
Der Anzeiger Konolfingen erscheint jeden Donnerstag mit einer aktuellen Auflage von 30'560 Exemplaren. Die Online-Ausgabe wird jeweils am Mittwochmorgen aufgeschaltet. Die Verteilung erfolgt in alle Haushaltungen der 24 angeschlossenen Gemeinden:
- Arni
- Biglen
- Bowil
- Brenzikofen
- Freimettigen
- Grosshöchstetten
- Häutligen
- Herbligen
- Kiesen
- Konolfingen
- Landiswil
- Linden
- Mirchel
- Münsingen
- Niederhünigen
- Oberdiessbach
- Oberhünigen
- Oberthal
- Oppligen
- Rubigen
- Walkringen
- Wichtrach
- Worb
- Zäziwil

## Weblink
- Website des Anzeigers Konolfingen